# NGC 1398
NGC 1398 é uma galáxia barrada localizada na direcção da constelação de Fornax. Possui uma declinação de -26° 20' 14" e uma ascensão recta de 3 horas, 38 minutos e 52,0 segundos.

## Referencias
1. ↑  Revised NGC Data for NGC 1398